# 小行星11255
小行星11255（11255 Fujiiekio）是一颗绕太阳运转的小行星，为主小行星带小行星。该小行星于1977年2月18日发现。

## 轨道参数
小行星11255的轨道半长轴为3.1022676 UA，离心率为0.146。